# Holoptelea grandis
Espèce
Synonymes
- Hymenocardia grandis Hutch.[1] [2]

Holoptelea grandis (Hutch.) Mildbr. est une espèce de plantes à fleurs de la famille des Ulmaceae et du genre Holoptelea. C'est un arbre présent en Afrique tropicale.